# Alcides Ghiggia
Alcides Edgardo Ghiggia (Montevideo, 22 december 1926 – Las Piedras, 16 juli 2015) was een Uruguayaans-Italiaans profvoetballer en voetbaltrainer. Hij maakte het winnende doelpunt in de finale van het WK voetbal van 1950, waardoor Uruguay wereldkampioen werd ten koste van gastland Brazilië. Ghiggia werd in 1957 genaturaliseerd tot Italiaan, waarna hij ook voor Italië een aantal interlands speelde.
Na deze wereldtitel voor Uruguay speelde hij nog voor AS Roma en AC Milan, met een Italiaanse titel bij de laatste. Hij stopte in 1970, op 43-jarige leeftijd.

## WK-finale 1950
De laatste ronde van het WK in 1950 werd in een poule gespeeld. Er was dus niet een finale-wedstrijd. Maar de stand in de poule was zo, dat in deze laatste wedstrijd deze twee ploegen de titel mochten verdelen. Brazilië had genoeg aan een gelijkspel, Uruguay moest winnen. Zweden en Spanje werden respectievelijk derde en vierde.
Op 16 juli 1950 speelden ze in het Maracanã in Rio de Janeiro, voor ongeveer 200.000 toeschouwers. Brazilië was de kampioensfeesten alvast begonnen. Na de 6-0 op Zweden was dit vanzelfsprekend al bij voorbaat binnen.
Brazilië: Barbosa; Augusto, Juvenal; Bauer, Danilo, Bigode; Friaça, Zizinho, Ademir, Jair da Rosa Pinto, Chico.
Uruguay: Máspoli; M. Gonzalez, Tejera; Gambetta, O. Varela, R. Andrade; Gigghia, J Pérez, Míguez, Schiaffino, Móran.
Het scoreverloop: 
1-0 46' Friaça
1-1 58' Schiaffino. De gelijkmaker, maar nog goed voor Brazilië. Het werd wel minder feestelijk in het stadion.
1-2 79' Ghiggia. Het werd doodstil.
Dit zou de eindstand worden. Brazilië was verslagen. Uruguay werd wereldkampioen.
De wedstrijd heet voortaan: Maracanazo.  Vanaf nu werd alles in Brazilië 'noodlottig' ('fatídico') genoemd:
Gigghia scoorde het noodlottige doelpunt op de noodlottige dag. Er is een zwart-wit filmpje van, dat voor de Brazilianen is wat de Zapruder-film is voor de moord op Kennedy. Compleet met het stofwolkje bij het schot. Als de bal naast de noodlottige doelpaal binnengerold is, zie je de keeper mistroostig opstaan. Later, bij een verbouwing van het stadion, krijgt de Braziliaanse doelman de noodlottige doelpalen cadeau, als foute grap. Exact 65 jaar na zijn doelpunt in de WK finale overleed Ghigghia op 16 juli 2015.

## Carrière
- In het seizoen 1957-1958 was Gigghia aanvoerder van AS Roma.

## Erelijst
Als speler
 Peñarol
- Primera División: 1949, 1951

 AS Roma
- Jaarbeursstedenbeker: 1960/61

 AC Milan
- Serie A: 1961/62

 Uruguay
- FIFA WK: 1950

Individueel
- FIFA World Cup All-Star Team: 1950
- Golden Foot: 2006 (als een legende)
- AS Roma Hall of Fame

## Citaten
- Alcides Ghiggia:

Slechts drie mensen hebben met één beweging het Maracanã stil gekregen: Frank Sinatra, Paus Johannes Paulus II en ik.

- Nelson Rodrigues, Braziliaans schrijver en voetballiefhebber:

Elke plaats heeft zijn onherstelbare nationale ramp, zoiets als Hiroshima. Onze catastrofe, ons Hiroshima, was de nederlaag tegen Uruguay in 1950.

- Moacyr Barbosa, de Braziliaanse keeper die de bal doorliet:

De maximumstraf volgens de wetten van Brazilië is 30 jaar, maar mijn gevangenschap duurde 50 jaar.

- In 2000 komt Gigghia, dan 73 jaar oud, aan op een vliegveld van Brazilië. Zijn paspoort wordt gecontroleerd door een jonge vrouw van 24 jaar. Ze kijkt vreemd op, Gigghia vraag of er iets is. Ze zegt: "U bent toch niet ...". Dit is vijftig jaar later, en een vrouw die nog niet half zo oud is. Ze legt uit waarom ze zijn naam kent: "In Brazilië voelen we dit elke dag in ons hart".